# Tony Van Dorp
Anton „Tony“ Ludwig Van Dorp (* 25. Juni 1936 in Batavia, heute Indonesien; † 24. November 2010 in Huntington Beach) war ein Wasserballspieler, der zuerst für die Niederlande und später für die Vereinigten Staaten aktiv war.

## Sportliche Karriere
Tony Van Dorp war als Torwart bis 1956 niederländischer Wasserballnationalspieler. Dann wanderte er in die Vereinigten Staaten aus und erhielt 1957 deren Staatsbürgerschaft. Von 1964 bis 1968 erreichte er mit dem Team von Phillips 66 aus Long Beach die Finalrunde der amerikanischen Meisterschaften, 1968 gewann das Team den Titel.
Tony Van Dorp belegte mit dem US-Team den neunten Platz bei den Olympischen Spielen 1964 in Tokio. 1967 war er der beste Torwart des Turniers bei den Panamerikanischen Spielen. Die Mannschaft aus den Vereinigten Staaten gewann den Titel vor den Brasilianern. Beim olympischen Wasserballturnier 1968 erreichte das Team der Vereinigten Staaten den fünften Platz.
Tony Van Dorps Bruder Fred van Dorp nahm für die Niederlande an den Olympischen Spielen 1964 und 1968 teil. 1964 gewannen die Niederländer mit 6:4 und Fred van Dorp erzielte einen Treffer gegen seinen Bruder. Vier Jahre später trafen die Brüder erneut im olympischen Turnier aufeinander, diesmal siegten die Amerikaner mit 6:3 und Fred van Dorp warf kein Tor.
Tony Van Dorp war 21 Jahre bei der US Air Force als Fluglotse aktiv.